# 大野郡 (福井県)
- 令制国一覧 > 北陸道 > 越前国 > 大野郡
- 日本 > 中部地方 > 福井県 > 大野郡

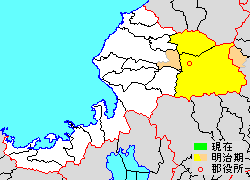
福井県大野郡の位置（黄：明治期 薄黄：後に他郡に編入された区域）

大野郡（おおのぐん）は、福井県（越前国）にあった郡。

## 郡域
1878年（明治11年）に行政区画として発足した当時の郡域は、下記の区域にあたる。
- 大野市の全域
- 勝山市の全域
- 福井市の一部（吉山町・薬師町・間戸町・西市布町・東河原町・西河原町・赤岩町以東）
- 岐阜県郡上市の一部（白鳥町石徹白）

越前国で最も面積の大きい郡であった。

## 歴史
- 寛文8年8月16日（1668年9月22日） - 白山麓18村が福井藩領から幕府領となり、加賀国能美郡に編入[注釈 1]。

### 近世以降の沿革
- 「旧高旧領取調帳」に記載されている明治初年時点での支配は以下の通り。●は村内に寺社領が、○は村内に寺社除地[注釈 2]が存在。（2町254村）

| 知行         | 知行                         | 村数     | 村名 |
| ------------ | ---------------------------- | -------- | --- |
| 幕府領       | 幕府領（本保代官所）         | 24村     | 志田村、○宝慶寺村、○森目村、中尾村、六呂師村（現・勝山市）、杉山村、上麻生島村、妙金島村、新保村、熊河村、下郷村、北御門村、東遅羽口村、宮地村（現・勝山市）、五本寺村、門前分村、森川村、開発村、野中村、檜曽谷村、猪ノ島村、志比原村、伊知地村、杉俣村 |
| 幕府領       | 幕府領（福井藩預地）         | 11村     | 西遅羽口村、堀名中清水村、西山村、○木本領家村、○蓬生村、○比島村、嵭崎村、下荒井村、西大月村、東大月村、大矢戸村 |
| 藩領         | 越前大野藩                   | 1町 81村 | 野津又村（現・福井市）、佐開村、中据村、中ノ手村、中村（現・大野市）、上大門村、下大門村、尾永見村、坂戸村、中丁村、下丁村、矢村、下据村、小当見村、横越村、折立村、上丁村、庄林村、中津川村、中野村、中荒井村、中挟村、中保村、友江村、堂本村、横枕村、中島村、上笹又村、下笹又村、黒当戸村、小沢村、下秋生村、本戸村、上秋生村、下若王子村、上若王子村、神当部村、菖蒲池村、河内村、犬山村、市布村（現・福井市）、宮地村（現・大野市）、野波村、計石村、西俣村（現・福井市）、東俣村、川上村、西河原村、上大納村、東河原村、絵戸村、百戸村、箱ヶ瀬村、持穴村、新在家村（現・大野市）、新庄村、間戸村、仁位村、縫原村、大宮村、五条方村、皿谷村、所谷村、中村（現・福井市）、大谷村（現・福井市）、籠谷村、木吉村、山中村、西市村、大野町、太田村、鍬掛村、飯降村、深井村、上荒井村、阿難祖領家村、阿難祖地頭方村、上舌村、下黒谷村、上黒谷村、下舌村、右近次郎村 |
| 藩領         | 美濃郡上藩                   | 67村     | 若猪野村、上高島村、北市村、細野村、上野村、大谷村（現・大野市）、、野尻村、朝日村、栃神谷村、河合村、木根橋村、小原村、朝日前坂村、角野前坂村、後野村、伊月村、川合村、貝皿村、板倉村、新河原村、川島村、西勝原村、仏原村、上打波村、吉村、土布子村、北山村、下打波村、東勝原村、東山村、下高島村、米俵村、薬師神谷村、伊勢村、松田村、田名部村、巣原村、温見村、○木本地頭村、森山村、大矢谷村、岩ヶ野村、発坂村、別所村、寺尾村、暮見村、大渡村、野津又村（現・勝山市）、長野村、鷲村、角野村、下大納村、下山村、石谷村、松丸村、下麻生島村、横倉村、御給村、市布村（現・大野市）、上半原村、下半原村、荷暮村、井ノ口村、森政領家村、平沢地頭村、平沢領家村、久沢村 |
| 藩領         | 越前勝山藩                   | 1町 49村 | 畔川村、片瀬村、下毛屋村、谷村、竹林村、聖丸村、深谷村、牛ヶ谷村、中野俣村、橋爪村、柿ヶ島村、蕨生村、萩ヶ野村、花房村、竜谷村、猪野毛屋村、猪野村、清水島村、布市村、松ヶ崎村、小矢谷村、○平泉寺村、笹尾村、下唯野村、不動堂村、六呂師村（現・大野市）、新在家村（現・勝山市）、滝波村、郡村、黒原村、浄土寺村、三谷村、猿倉村、猪野口村、壁倉村、金山村、堂島村、大月村、森本村、落合村、蓑道村、赤尾村、西妙金島村、伊波村、細野口村、木落村、●勝山町、七板村、岡横江村、岩屋村 |
| 藩領         | 越前福井藩                   | 8村      | 土打村、富島村、友兼村、新田村、八町村、小黒見村、伏石村、田野村 |
| 藩領         | 越前鯖江藩                   | 7村      | ●西光寺村、矢戸口村、森政地頭村、西俣村（現・勝山市）、稲郷村、今井村、保田村 |
| 藩領         | 郡上藩・勝山藩               | 1村      | 御領村 |
| 幕府領・藩領 | 幕府領（本保代官所）・大野藩 | 1村      | 小矢戸村 |
| 幕府領・藩領 | 幕府領（本保代官所）・勝山藩 | 1村      | ○坂東島村 |
| 幕府領・藩領 | 幕府領（本保代官所）・鯖江藩 | 1村      | 本郷村 |
| 幕府領・藩領 | 幕府領（福井藩預地）・郡上藩 | 1村      | ○大袋村 |
| 幕府領・藩領 | 幕府領（福井藩預地）・勝山藩 | 1村      | 東野村 |
| その他       | 寺社領                       | 1村      | 石徹白村 |

- 明治3年12月22日（1871年2月11日） - 幕府領が本保県の管轄となる。
- 明治4年
  - 7月14日（1871年8月29日） - 廃藩置県により、藩領が大野県、郡上県、勝山県、鯖江県、福井県（第1次）の管轄となる。
  - 11月20日（1871年12月31日） - 第1次府県統合により、全域が足羽県の管轄となる。
- 明治6年（1873年）1月14日 - 敦賀県の管轄となる。
- 明治初年（2町253村）
  - 大谷村（現・福井市）・籠谷村が合併して大籠村となる。
  - 木本領家村・木本地頭村が合併して木本村となる。
  - 箱ヶ瀬村の一部（枝村面谷村）が分立して面谷村となる。
- 明治7年（1874年） - このころ木吉村・山中村が合併して吉山村となる。（2町252村）
- 明治8年（1876年）8月21日 - 第2次府県統合により石川県の管轄となる。
- 明治9年（1876年）（2町248村）
  - 上大門村・下大門村・尾永見村・坂戸村が合併して牛ヶ原村となる。
  - 門前分村が本郷村に合併。
- 明治10年代 - 絵戸村・百戸村が合併して薬師村となる。（2町247村）
- 明治11年（1878年）12月17日 - 郡区町村編制法の石川県での施行により、行政区画としての大野郡が発足。郡役所を大野町に設置。
- 明治13年（1880年） - 折立村の一部（枝村赤谷村）が分立して赤谷村となる。（2町248村）
- 明治14年（1881年）2月7日 - 福井県（第2次）の管轄となる。
- 明治17年（1884年） - 2ヶ所ずつ存在した六呂師村、宮地村、市布村、野津又村、中村、西俣村、新在家村が改称してそれぞれ北六呂師村（現・勝山市）、南六呂師村（現・大野市）、北宮地村（現・勝山市）、南宮地村（現・福井市）、東市布村（現・大野市）、西市布村（現・福井市）、北野津又村（現・勝山市）、南野津又村（現・福井市）、東中村（現・大野市）、西中村（現・福井市）、南西俣村（現・福井市）、北西俣村（現・勝山市）、南新在家村（現・大野市）、北新在家村（現・勝山市）となる。

### 町村制以降の沿革

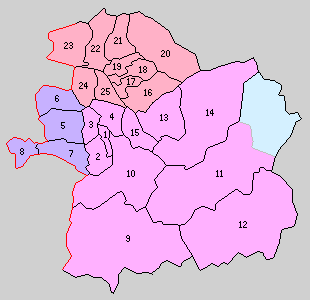
1.大野町 2.小山村 3.乾側村 4.下庄村 5.羽生村 6.芦見村 7.上味見村 8.下味見村 9.西谷村 10.上庄村 11.下穴馬村 12.上穴馬村 13.阪谷村 14.五箇村 15.富田村 16.平泉寺村 17.猪野瀬村 18.勝山町 19.村岡村 20.北谷村 21.野向村 22.荒土村 23.北郷村 24.鹿谷村 25.遅羽村（紫：福井市 桃：大野市 赤：勝山市 水色：岐阜県郡上市）

- 明治22年（1889年）4月1日 - 町村制の施行により、以下の町村が発足。（2町23村）
  - 大野町（大野町[注釈 13]が単独町制。現・大野市）
  - 小山村 ← 鍬掛村、新庄村、飯降村、右近次郎村、深井村、下舌村、上荒井村、下黒谷村、上黒谷村、上舌村、阿難祖領家村、阿難祖地頭方村（現・大野市）
  - 乾側村 ← 矢村、牛ヶ原村、下丁村、中丁村、上丁村、犬山村（現・大野市）
  - 下庄村 ← 菖蒲池村、中保村、堂本村、友江村、中挟村、中荒井村、中野村、西市村、庄林村、中津川村、横枕村、南新在家村、東大月村、西大月村、太田村、小矢戸村、大矢戸村（現・大野市）
  - 羽生村 ← 南西俣村、東俣村、南宮地村、川上村、計石村、野波村、大宮村、縫原村、仁位村、薬師村、間戸村（現・福井市）
  - 芦見村 ← 皿谷村、所谷村、西中村、大谷村、籠谷村、吉山村（現・福井市）
  - 上味見村 ← 河内村、神当部村、南野津又村、中ノ手村、小当見村、西市布村（現・福井市）
  - 下味見村 ← 東河原村、西河原村、赤谷村、横越村、折立村（現・福井市）
  - 西谷村 ← 下笹又村、上笹又村、中島村、巣原村、熊河村、温見村、黒当戸村、本戸村、小沢村、下秋生村、上秋生村（現・大野市）
  - 上庄村 ← 東中村、吉村、下据村、北御門村、森政領家村、猪ノ島村、中据村、下郷村、森政地頭村、開発村、友兼村、東山村、御給村、佐開村、五条方村、今井村、平沢地頭村、平沢領家村、野中村、稲郷村、西山村、森山村、木本村、宝慶寺村、下若生子村、上若生子村（現・大野市）
  - 下穴馬村 ← 長野村、鷲村、角野村、下大納村、上大納村、下山村、板倉村、朝日村、貝皿村、川合村、伊月村、後野村、角野前坂村、朝日前坂村（現・大野市）、石徹白村（現・大野市、岐阜県郡上市）
  - 上穴馬村 ← 東市布村、上半原村、下半原村、荷暮村、箱ヶ瀬村、面谷村、持穴村、大谷村、野尻村、米俵村、久沢村、伊勢村（現・大野市）
  - 阪谷村 ← 柿ヶ島村、八町村、伏石村、森本村、石谷村、松丸村、萩ヶ野村、花房村、不動堂村、南六呂師村、橋爪村、大月村、御領村、蓑道村、落合村、堂島村、小黒見村、金山村（現・大野市）
  - 五箇村 ← 上打波村、下打波村、仏原村、西勝原村、東勝原村（現・大野市）
  - 富田村 ← 下唯野村、蕨生村、木落村、井ノ口村、土布子村、新河原村、森目村、新田村、富島村、下麻生島村、上麻生島村、川島村、田野村、上野村、土打村、七板村（現・大野市）
  - 平泉寺村 ← 平泉寺村、赤尾村、岡横江村、大渡村、笹尾村、壁倉村、岩ヶ野村、大矢谷村、小矢谷村（現・勝山市）
  - 猪野瀬村 ← 猪野口村、若猪野村、上高島村、北市村、猪野村、片瀬村、猪野毛屋村、下毛屋村、下高島村、畔川村（現・勝山市）
  - 勝山町（勝山町[注釈 14]が単独町制。現・勝山市）
  - 村岡村 ← 三谷村、猿倉村、浄土寺村、寺尾村、暮見村、栃神谷村、郡村、滝波村、五本寺村、黒原村（現・勝山市）
  - 北谷村 ← 谷村、河合村、木根橋村、小原村、北六呂師村、中尾村、杉山村、中野俣村（現・勝山市）
  - 野向村 ← 薬師神谷村、牛ヶ谷村、深谷村、聖丸村、竹林村、竜谷村、北野津又村、横倉村（現・勝山市）
  - 荒土村 ← 布市村、新保村、松ヶ崎村、松田村、田名部村、清水島村、北新在家村、別所村、細野村、細野口村、北宮地村、伊波村、妙金島村、堀名中清水村（現・勝山市）
  - 北郷村 ← 西妙金島村、檜曽谷村、志比原村、森川村、東野村、坂東島村、伊知地村、岩屋村（現・勝山市）
  - 鹿谷村 ← 発坂村、保田村、志田村、杉俣村、本郷村、西光寺村、北西俣村、東遅羽口村、西遅羽口村、矢戸口村（現・勝山市）
  - 遅羽村 ← 下荒井村、嵭崎村、大袋村、北山村、蓬生村、比島村（現・勝山市）
- 明治24年（1891年）4月1日 - 郡制を施行。
- 明治29年（1896年）5月1日 - 下穴馬村の一部（石徹白）が分立して石徹白村が発足。（2町24村）
- 大正12年（1923年）4月1日 - 郡会が廃止。郡役所は存続。
- 大正15年（1926年）7月1日 - 郡役所が廃止。以降は地域区分名称となる。
- 昭和6年（1931年）4月15日 - 猪野瀬村が勝山町に編入。（2町23村）
- 昭和26年（1951年）11月1日 - 下庄村が町制施行して下庄町となる。（3町22村）
- 昭和29年（1954年）
  - 7月1日 - 大野町・下庄町・上庄村・五箇村・阪谷村・富田村・乾側村・小山村が合併して大野市が発足し、郡より離脱。（1町16村）
  - 9月1日 - 勝山町・荒土村・村岡村・北郷村・北谷村・鹿谷村・遅羽村・平泉寺村・野向村が合併して勝山市が発足し、郡より離脱。（8村）
- 昭和30年（1955年）2月11日 - 芦見村・羽生村・上味見村・下味見村が足羽郡上宇坂村・下宇坂村と合併して足羽郡美山村が発足し、郡より離脱。（4村）
- 昭和31年（1956年）9月30日 - 上穴馬村・下穴馬村が合併して和泉村が発足。（3村）
- 昭和33年（1958年）
  - 10月14日 - 石徹白村の一部[注釈 15]が和泉村に編入。
  - 10月15日 - 石徹白村が岐阜県郡上郡白鳥町（現・郡上市）に編入。（2村）
- 昭和45年（1970年）7月1日 - 西谷村が大野市に編入。（1村）
- 平成17年（2005年）11月7日 - 和泉村が大野市に編入。同日大野郡消滅。

### 変遷表
| 明治以前       | 明治以前       | 明治初年 - 明治22年      | 明治22年 4月1日 町村制施行 | 明治22年 - 昭和20年          | 昭和21年 - 昭和30年         | 昭和21年 - 昭和30年                | 昭和31年 - 昭和64年                        | 平成元年 - 現在                   | 現在          |
| -------------- | -------------- | ------------------------ | -------------------------- | ---------------------------- | --------------------------- | ---------------------------------- | ------------------------------------------ | --------------------------------- | ------------- |
| 勝山町         | 勝山町         | 勝山町                   | 勝山町                     | 勝山町                       | 勝山町                      | 昭和29年9月1日 勝山市              | 勝山市                                     | 勝山市                            | 勝山市        |
| 猪野口村       | 猪野口村       | 猪野口村                 | 猪野瀬村                   | 昭和6年4月15日 勝山町に編入  | 勝山町                      | 昭和29年9月1日 勝山市              | 勝山市                                     | 勝山市                            | 勝山市        |
| 若猪野村       | 若猪野村       | 若猪野村                 | 猪野瀬村                   | 昭和6年4月15日 勝山町に編入  | 勝山町                      | 昭和29年9月1日 勝山市              | 勝山市                                     | 勝山市                            | 勝山市        |
| 上高島村       | 上高島村       | 上高島村                 | 猪野瀬村                   | 昭和6年4月15日 勝山町に編入  | 勝山町                      | 昭和29年9月1日 勝山市              | 勝山市                                     | 勝山市                            | 勝山市        |
| 北市村         | 北市村         | 北市村                   | 猪野瀬村                   | 昭和6年4月15日 勝山町に編入  | 勝山町                      | 昭和29年9月1日 勝山市              | 勝山市                                     | 勝山市                            | 勝山市        |
| 猪野村         | 猪野村         | 猪野村                   | 猪野瀬村                   | 昭和6年4月15日 勝山町に編入  | 勝山町                      | 昭和29年9月1日 勝山市              | 勝山市                                     | 勝山市                            | 勝山市        |
| 片瀬村         | 片瀬村         | 片瀬村                   | 猪野瀬村                   | 昭和6年4月15日 勝山町に編入  | 勝山町                      | 昭和29年9月1日 勝山市              | 勝山市                                     | 勝山市                            | 勝山市        |
| 猪野毛屋村     | 猪野毛屋村     | 猪野毛屋村               | 猪野瀬村                   | 昭和6年4月15日 勝山町に編入  | 勝山町                      | 昭和29年9月1日 勝山市              | 勝山市                                     | 勝山市                            | 勝山市        |
| 下毛屋村       | 下毛屋村       | 下毛屋村                 | 猪野瀬村                   | 昭和6年4月15日 勝山町に編入  | 勝山町                      | 昭和29年9月1日 勝山市              | 勝山市                                     | 勝山市                            | 勝山市        |
| 下高島村       | 下高島村       | 下高島村                 | 猪野瀬村                   | 昭和6年4月15日 勝山町に編入  | 勝山町                      | 昭和29年9月1日 勝山市              | 勝山市                                     | 勝山市                            | 勝山市        |
| 畔川村         | 畔川村         | 畔川村                   | 猪野瀬村                   | 昭和6年4月15日 勝山町に編入  | 勝山町                      | 昭和29年9月1日 勝山市              | 勝山市                                     | 勝山市                            | 勝山市        |
| 平泉寺村       | 平泉寺村       | 平泉寺村                 | 平泉寺村                   | 平泉寺村                     | 平泉寺村                    | 昭和29年9月1日 勝山市              | 勝山市                                     | 勝山市                            | 勝山市        |
| 赤尾村         | 赤尾村         | 赤尾村                   | 平泉寺村                   | 平泉寺村                     | 平泉寺村                    | 昭和29年9月1日 勝山市              | 勝山市                                     | 勝山市                            | 勝山市        |
| 岡横江村       | 岡横江村       | 岡横江村                 | 平泉寺村                   | 平泉寺村                     | 平泉寺村                    | 昭和29年9月1日 勝山市              | 勝山市                                     | 勝山市                            | 勝山市        |
| 大渡村         | 大渡村         | 大渡村                   | 平泉寺村                   | 平泉寺村                     | 平泉寺村                    | 昭和29年9月1日 勝山市              | 勝山市                                     | 勝山市                            | 勝山市        |
| 笹尾村         | 笹尾村         | 笹尾村                   | 平泉寺村                   | 平泉寺村                     | 平泉寺村                    | 昭和29年9月1日 勝山市              | 勝山市                                     | 勝山市                            | 勝山市        |
| 壁倉村         | 壁倉村         | 壁倉村                   | 平泉寺村                   | 平泉寺村                     | 平泉寺村                    | 昭和29年9月1日 勝山市              | 勝山市                                     | 勝山市                            | 勝山市        |
| 岩ヶ野村       | 岩ヶ野村       | 岩ヶ野村                 | 平泉寺村                   | 平泉寺村                     | 平泉寺村                    | 昭和29年9月1日 勝山市              | 勝山市                                     | 勝山市                            | 勝山市        |
| 大矢谷村       | 大矢谷村       | 大矢谷村                 | 平泉寺村                   | 平泉寺村                     | 平泉寺村                    | 昭和29年9月1日 勝山市              | 勝山市                                     | 勝山市                            | 勝山市        |
| 小矢谷村       | 小矢谷村       | 小矢谷村                 | 平泉寺村                   | 平泉寺村                     | 平泉寺村                    | 昭和29年9月1日 勝山市              | 勝山市                                     | 勝山市                            | 勝山市        |
| 三谷村         | 三谷村         | 三谷村                   | 村岡村                     | 村岡村                       | 村岡村                      | 昭和29年9月1日 勝山市              | 勝山市                                     | 勝山市                            | 勝山市        |
| 猿倉村         | 猿倉村         | 猿倉村                   | 村岡村                     | 村岡村                       | 村岡村                      | 昭和29年9月1日 勝山市              | 勝山市                                     | 勝山市                            | 勝山市        |
| 浄土寺村       | 浄土寺村       | 浄土寺村                 | 村岡村                     | 村岡村                       | 村岡村                      | 昭和29年9月1日 勝山市              | 勝山市                                     | 勝山市                            | 勝山市        |
| 寺尾村         | 寺尾村         | 寺尾村                   | 村岡村                     | 村岡村                       | 村岡村                      | 昭和29年9月1日 勝山市              | 勝山市                                     | 勝山市                            | 勝山市        |
| 暮見村         | 暮見村         | 暮見村                   | 村岡村                     | 村岡村                       | 村岡村                      | 昭和29年9月1日 勝山市              | 勝山市                                     | 勝山市                            | 勝山市        |
| 栃神谷村       | 栃神谷村       | 栃神谷村                 | 村岡村                     | 村岡村                       | 村岡村                      | 昭和29年9月1日 勝山市              | 勝山市                                     | 勝山市                            | 勝山市        |
| 郡村           | 郡村           | 郡村                     | 村岡村                     | 村岡村                       | 村岡村                      | 昭和29年9月1日 勝山市              | 勝山市                                     | 勝山市                            | 勝山市        |
| 滝波村         | 滝波村         | 滝波村                   | 村岡村                     | 村岡村                       | 村岡村                      | 昭和29年9月1日 勝山市              | 勝山市                                     | 勝山市                            | 勝山市        |
| 五本寺村       | 五本寺村       | 五本寺村                 | 村岡村                     | 村岡村                       | 村岡村                      | 昭和29年9月1日 勝山市              | 勝山市                                     | 勝山市                            | 勝山市        |
| 黒原村         | 黒原村         | 黒原村                   | 村岡村                     | 村岡村                       | 村岡村                      | 昭和29年9月1日 勝山市              | 勝山市                                     | 勝山市                            | 勝山市        |
| 谷村           | 谷村           | 谷村                     | 北谷村                     | 北谷村                       | 北谷村                      | 昭和29年9月1日 勝山市              | 勝山市                                     | 勝山市                            | 勝山市        |
| 河合村         | 河合村         | 河合村                   | 北谷村                     | 北谷村                       | 北谷村                      | 昭和29年9月1日 勝山市              | 勝山市                                     | 勝山市                            | 勝山市        |
| 木根橋村       | 木根橋村       | 木根橋村                 | 北谷村                     | 北谷村                       | 北谷村                      | 昭和29年9月1日 勝山市              | 勝山市                                     | 勝山市                            | 勝山市        |
| 小原村         | 小原村         | 小原村                   | 北谷村                     | 北谷村                       | 北谷村                      | 昭和29年9月1日 勝山市              | 勝山市                                     | 勝山市                            | 勝山市        |
| 六呂師村       | 六呂師村       | 明治17年 改称 北六呂師村 | 北谷村                     | 北谷村                       | 北谷村                      | 昭和29年9月1日 勝山市              | 勝山市                                     | 勝山市                            | 勝山市        |
| 中尾村         | 中尾村         | 中尾村                   | 北谷村                     | 北谷村                       | 北谷村                      | 昭和29年9月1日 勝山市              | 勝山市                                     | 勝山市                            | 勝山市        |
| 杉山村         | 杉山村         | 杉山村                   | 北谷村                     | 北谷村                       | 北谷村                      | 昭和29年9月1日 勝山市              | 勝山市                                     | 勝山市                            | 勝山市        |
| 中野俣村       | 中野俣村       | 中野俣村                 | 北谷村                     | 北谷村                       | 北谷村                      | 昭和29年9月1日 勝山市              | 勝山市                                     | 勝山市                            | 勝山市        |
| 薬師神谷村     | 薬師神谷村     | 薬師神谷村               | 野向村                     | 野向村                       | 野向村                      | 昭和29年9月1日 勝山市              | 勝山市                                     | 勝山市                            | 勝山市        |
| 牛ヶ谷村       | 牛ヶ谷村       | 牛ヶ谷村                 | 野向村                     | 野向村                       | 野向村                      | 昭和29年9月1日 勝山市              | 勝山市                                     | 勝山市                            | 勝山市        |
| 深谷村         | 深谷村         | 深谷村                   | 野向村                     | 野向村                       | 野向村                      | 昭和29年9月1日 勝山市              | 勝山市                                     | 勝山市                            | 勝山市        |
| 聖丸村         | 聖丸村         | 聖丸村                   | 野向村                     | 野向村                       | 野向村                      | 昭和29年9月1日 勝山市              | 勝山市                                     | 勝山市                            | 勝山市        |
| 竹林村         | 竹林村         | 竹林村                   | 野向村                     | 野向村                       | 野向村                      | 昭和29年9月1日 勝山市              | 勝山市                                     | 勝山市                            | 勝山市        |
| 竜谷村         | 竜谷村         | 竜谷村                   | 野向村                     | 野向村                       | 野向村                      | 昭和29年9月1日 勝山市              | 勝山市                                     | 勝山市                            | 勝山市        |
| 野津又村       | 野津又村       | 明治17年 改称 北野津又村 | 野向村                     | 野向村                       | 野向村                      | 昭和29年9月1日 勝山市              | 勝山市                                     | 勝山市                            | 勝山市        |
| 横倉村         | 横倉村         | 横倉村                   | 野向村                     | 野向村                       | 野向村                      | 昭和29年9月1日 勝山市              | 勝山市                                     | 勝山市                            | 勝山市        |
| 布市村         | 布市村         | 布市村                   | 荒土村                     | 荒土村                       | 荒土村                      | 昭和29年9月1日 勝山市              | 勝山市                                     | 勝山市                            | 勝山市        |
| 新保村         | 新保村         | 新保村                   | 荒土村                     | 荒土村                       | 荒土村                      | 昭和29年9月1日 勝山市              | 勝山市                                     | 勝山市                            | 勝山市        |
| 松ヶ崎村       | 松ヶ崎村       | 松ヶ崎村                 | 荒土村                     | 荒土村                       | 荒土村                      | 昭和29年9月1日 勝山市              | 勝山市                                     | 勝山市                            | 勝山市        |
| 松田村         | 松田村         | 松田村                   | 荒土村                     | 荒土村                       | 荒土村                      | 昭和29年9月1日 勝山市              | 勝山市                                     | 勝山市                            | 勝山市        |
| 田名部村       | 田名部村       | 田名部村                 | 荒土村                     | 荒土村                       | 荒土村                      | 昭和29年9月1日 勝山市              | 勝山市                                     | 勝山市                            | 勝山市        |
| 清水島村       | 清水島村       | 清水島村                 | 荒土村                     | 荒土村                       | 荒土村                      | 昭和29年9月1日 勝山市              | 勝山市                                     | 勝山市                            | 勝山市        |
| 新在家村       | 新在家村       | 明治17年 改称 北新在家村 | 荒土村                     | 荒土村                       | 荒土村                      | 昭和29年9月1日 勝山市              | 勝山市                                     | 勝山市                            | 勝山市        |
| 別所村         | 別所村         | 別所村                   | 荒土村                     | 荒土村                       | 荒土村                      | 昭和29年9月1日 勝山市              | 勝山市                                     | 勝山市                            | 勝山市        |
| 細野村         | 細野村         | 細野村                   | 荒土村                     | 荒土村                       | 荒土村                      | 昭和29年9月1日 勝山市              | 勝山市                                     | 勝山市                            | 勝山市        |
| 細野口村       | 細野口村       | 細野口村                 | 荒土村                     | 荒土村                       | 荒土村                      | 昭和29年9月1日 勝山市              | 勝山市                                     | 勝山市                            | 勝山市        |
| 宮地村         | 宮地村         | 明治17年 改称 北宮地村   | 荒土村                     | 荒土村                       | 荒土村                      | 昭和29年9月1日 勝山市              | 勝山市                                     | 勝山市                            | 勝山市        |
| 伊波村         | 伊波村         | 伊波村                   | 荒土村                     | 荒土村                       | 荒土村                      | 昭和29年9月1日 勝山市              | 勝山市                                     | 勝山市                            | 勝山市        |
| 妙金島村       | 妙金島村       | 妙金島村                 | 荒土村                     | 荒土村                       | 荒土村                      | 昭和29年9月1日 勝山市              | 勝山市                                     | 勝山市                            | 勝山市        |
| 堀名中清水村   | 堀名中清水村   | 堀名中清水村             | 荒土村                     | 荒土村                       | 荒土村                      | 昭和29年9月1日 勝山市              | 勝山市                                     | 勝山市                            | 勝山市        |
| 西妙金島村     | 西妙金島村     | 西妙金島村               | 北郷村                     | 北郷村                       | 北郷村                      | 昭和29年9月1日 勝山市              | 勝山市                                     | 勝山市                            | 勝山市        |
| 檜曽谷村       | 檜曽谷村       | 檜曽谷村                 | 北郷村                     | 北郷村                       | 北郷村                      | 昭和29年9月1日 勝山市              | 勝山市                                     | 勝山市                            | 勝山市        |
| 志比原村       | 志比原村       | 志比原村                 | 北郷村                     | 北郷村                       | 北郷村                      | 昭和29年9月1日 勝山市              | 勝山市                                     | 勝山市                            | 勝山市        |
| 森川村         | 森川村         | 森川村                   | 北郷村                     | 北郷村                       | 北郷村                      | 昭和29年9月1日 勝山市              | 勝山市                                     | 勝山市                            | 勝山市        |
| 東野村         | 東野村         | 東野村                   | 北郷村                     | 北郷村                       | 北郷村                      | 昭和29年9月1日 勝山市              | 勝山市                                     | 勝山市                            | 勝山市        |
| 坂東島村       | 坂東島村       | 坂東島村                 | 北郷村                     | 北郷村                       | 北郷村                      | 昭和29年9月1日 勝山市              | 勝山市                                     | 勝山市                            | 勝山市        |
| 伊知地村       | 伊知地村       | 伊知地村                 | 北郷村                     | 北郷村                       | 北郷村                      | 昭和29年9月1日 勝山市              | 勝山市                                     | 勝山市                            | 勝山市        |
| 岩屋村         | 岩屋村         | 岩屋村                   | 北郷村                     | 北郷村                       | 北郷村                      | 昭和29年9月1日 勝山市              | 勝山市                                     | 勝山市                            | 勝山市        |
| 発坂村         | 発坂村         | 発坂村                   | 鹿谷村                     | 鹿谷村                       | 鹿谷村                      | 昭和29年9月1日 勝山市              | 勝山市                                     | 勝山市                            | 勝山市        |
| 保田村         | 保田村         | 保田村                   | 鹿谷村                     | 鹿谷村                       | 鹿谷村                      | 昭和29年9月1日 勝山市              | 勝山市                                     | 勝山市                            | 勝山市        |
| 志田村         | 志田村         | 志田村                   | 鹿谷村                     | 鹿谷村                       | 鹿谷村                      | 昭和29年9月1日 勝山市              | 勝山市                                     | 勝山市                            | 勝山市        |
| 杉俣村         | 杉俣村         | 杉俣村                   | 鹿谷村                     | 鹿谷村                       | 鹿谷村                      | 昭和29年9月1日 勝山市              | 勝山市                                     | 勝山市                            | 勝山市        |
| 本郷村         | 本郷村         | 明治9年 本郷村           | 鹿谷村                     | 鹿谷村                       | 鹿谷村                      | 昭和29年9月1日 勝山市              | 勝山市                                     | 勝山市                            | 勝山市        |
| 門前分村       |                | 明治9年 本郷村           | 鹿谷村                     | 鹿谷村                       | 鹿谷村                      | 昭和29年9月1日 勝山市              | 勝山市                                     | 勝山市                            | 勝山市        |
| 西光寺村       | 西光寺村       | 西光寺村                 | 鹿谷村                     | 鹿谷村                       | 鹿谷村                      | 昭和29年9月1日 勝山市              | 勝山市                                     | 勝山市                            | 勝山市        |
| 西俣村         | 西俣村         | 明治17年 改称 北西俣村   | 鹿谷村                     | 鹿谷村                       | 鹿谷村                      | 昭和29年9月1日 勝山市              | 勝山市                                     | 勝山市                            | 勝山市        |
| 東遅羽口村     | 東遅羽口村     | 東遅羽口村               | 鹿谷村                     | 鹿谷村                       | 鹿谷村                      | 昭和29年9月1日 勝山市              | 勝山市                                     | 勝山市                            | 勝山市        |
| 西遅羽口村     | 西遅羽口村     | 西遅羽口村               | 鹿谷村                     | 鹿谷村                       | 鹿谷村                      | 昭和29年9月1日 勝山市              | 勝山市                                     | 勝山市                            | 勝山市        |
| 矢戸口村       | 矢戸口村       | 矢戸口村                 | 鹿谷村                     | 鹿谷村                       | 鹿谷村                      | 昭和29年9月1日 勝山市              | 勝山市                                     | 勝山市                            | 勝山市        |
| 下荒井村       | 下荒井村       | 下荒井村                 | 遅羽村                     | 遅羽村                       | 遅羽村                      | 昭和29年9月1日 勝山市              | 勝山市                                     | 勝山市                            | 勝山市        |
| 嵭崎村         | 嵭崎村         | 嵭崎村                   | 遅羽村                     | 遅羽村                       | 遅羽村                      | 昭和29年9月1日 勝山市              | 勝山市                                     | 勝山市                            | 勝山市        |
| 大袋村         | 大袋村         | 大袋村                   | 遅羽村                     | 遅羽村                       | 遅羽村                      | 昭和29年9月1日 勝山市              | 勝山市                                     | 勝山市                            | 勝山市        |
| 北山村         | 北山村         | 北山村                   | 遅羽村                     | 遅羽村                       | 遅羽村                      | 昭和29年9月1日 勝山市              | 勝山市                                     | 勝山市                            | 勝山市        |
| 蓬生村         | 蓬生村         | 蓬生村                   | 遅羽村                     | 遅羽村                       | 遅羽村                      | 昭和29年9月1日 勝山市              | 勝山市                                     | 勝山市                            | 勝山市        |
| 比島村         | 比島村         | 比島村                   | 遅羽村                     | 遅羽村                       | 遅羽村                      | 昭和29年9月1日 勝山市              | 勝山市                                     | 勝山市                            | 勝山市        |
| 大野町         | 大野町         | 大野町                   | 大野町                     | 大野町                       | 大野町                      | 昭和29年7月1日 大野市              | 大野市                                     | 大野市                            | 大野市        |
| 鍬掛村         | 鍬掛村         | 鍬掛村                   | 小山村                     | 小山村                       | 小山村                      | 昭和29年7月1日 大野市              | 大野市                                     | 大野市                            | 大野市        |
| 新庄村         | 新庄村         | 新庄村                   | 小山村                     | 小山村                       | 小山村                      | 昭和29年7月1日 大野市              | 大野市                                     | 大野市                            | 大野市        |
| 飯降村         | 飯降村         | 飯降村                   | 小山村                     | 小山村                       | 小山村                      | 昭和29年7月1日 大野市              | 大野市                                     | 大野市                            | 大野市        |
| 右近次郎村     | 右近次郎村     | 右近次郎村               | 小山村                     | 小山村                       | 小山村                      | 昭和29年7月1日 大野市              | 大野市                                     | 大野市                            | 大野市        |
| 深井村         | 深井村         | 深井村                   | 小山村                     | 小山村                       | 小山村                      | 昭和29年7月1日 大野市              | 大野市                                     | 大野市                            | 大野市        |
| 下舌村         | 下舌村         | 下舌村                   | 小山村                     | 小山村                       | 小山村                      | 昭和29年7月1日 大野市              | 大野市                                     | 大野市                            | 大野市        |
| 上荒井村       | 上荒井村       | 上荒井村                 | 小山村                     | 小山村                       | 小山村                      | 昭和29年7月1日 大野市              | 大野市                                     | 大野市                            | 大野市        |
| 下黒谷村       | 下黒谷村       | 下黒谷村                 | 小山村                     | 小山村                       | 小山村                      | 昭和29年7月1日 大野市              | 大野市                                     | 大野市                            | 大野市        |
| 上黒谷村       | 上黒谷村       | 上黒谷村                 | 小山村                     | 小山村                       | 小山村                      | 昭和29年7月1日 大野市              | 大野市                                     | 大野市                            | 大野市        |
| 上舌村         | 上舌村         | 上舌村                   | 小山村                     | 小山村                       | 小山村                      | 昭和29年7月1日 大野市              | 大野市                                     | 大野市                            | 大野市        |
| 阿難祖領家村   | 阿難祖領家村   | 阿難祖領家村             | 小山村                     | 小山村                       | 小山村                      | 昭和29年7月1日 大野市              | 大野市                                     | 大野市                            | 大野市        |
| 阿難祖地頭方村 | 阿難祖地頭方村 | 阿難祖地頭方村           | 小山村                     | 小山村                       | 小山村                      | 昭和29年7月1日 大野市              | 大野市                                     | 大野市                            | 大野市        |
| 矢村           | 矢村           | 矢村                     | 乾側村                     | 乾側村                       | 乾側村                      | 昭和29年7月1日 大野市              | 大野市                                     | 大野市                            | 大野市        |
| 上大門村       | 上大門村       | 明治9年 牛ヶ原村         | 乾側村                     | 乾側村                       | 乾側村                      | 昭和29年7月1日 大野市              | 大野市                                     | 大野市                            | 大野市        |
| 下大門村       |                | 明治9年 牛ヶ原村         | 乾側村                     | 乾側村                       | 乾側村                      | 昭和29年7月1日 大野市              | 大野市                                     | 大野市                            | 大野市        |
| 尾永見村       |                | 明治9年 牛ヶ原村         | 乾側村                     | 乾側村                       | 乾側村                      | 昭和29年7月1日 大野市              | 大野市                                     | 大野市                            | 大野市        |
| 坂戸村         |                | 明治9年 牛ヶ原村         | 乾側村                     | 乾側村                       | 乾側村                      | 昭和29年7月1日 大野市              | 大野市                                     | 大野市                            | 大野市        |
| 下丁村         | 下丁村         | 下丁村                   | 乾側村                     | 乾側村                       | 乾側村                      | 昭和29年7月1日 大野市              | 大野市                                     | 大野市                            | 大野市        |
| 中丁村         | 中丁村         | 中丁村                   | 乾側村                     | 乾側村                       | 乾側村                      | 昭和29年7月1日 大野市              | 大野市                                     | 大野市                            | 大野市        |
| 上丁村         | 上丁村         | 上丁村                   | 乾側村                     | 乾側村                       | 乾側村                      | 昭和29年7月1日 大野市              | 大野市                                     | 大野市                            | 大野市        |
| 犬山村         | 犬山村         | 犬山村                   | 乾側村                     | 乾側村                       | 乾側村                      | 昭和29年7月1日 大野市              | 大野市                                     | 大野市                            | 大野市        |
| 中村           | 中村           | 明治17年 改称 東中村     | 上庄村                     | 上庄村                       | 上庄村                      | 昭和29年7月1日 大野市              | 大野市                                     | 大野市                            | 大野市        |
| 吉村           | 吉村           | 吉村                     | 上庄村                     | 上庄村                       | 上庄村                      | 昭和29年7月1日 大野市              | 大野市                                     | 大野市                            | 大野市        |
| 下据村         | 下据村         | 下据村                   | 上庄村                     | 上庄村                       | 上庄村                      | 昭和29年7月1日 大野市              | 大野市                                     | 大野市                            | 大野市        |
| 北御門村       | 北御門村       | 北御門村                 | 上庄村                     | 上庄村                       | 上庄村                      | 昭和29年7月1日 大野市              | 大野市                                     | 大野市                            | 大野市        |
| 森政領家村     | 森政領家村     | 森政領家村               | 上庄村                     | 上庄村                       | 上庄村                      | 昭和29年7月1日 大野市              | 大野市                                     | 大野市                            | 大野市        |
| 猪ノ島村       | 猪ノ島村       | 猪ノ島村                 | 上庄村                     | 上庄村                       | 上庄村                      | 昭和29年7月1日 大野市              | 大野市                                     | 大野市                            | 大野市        |
| 中据村         | 中据村         | 中据村                   | 上庄村                     | 上庄村                       | 上庄村                      | 昭和29年7月1日 大野市              | 大野市                                     | 大野市                            | 大野市        |
| 下郷村         | 下郷村         | 下郷村                   | 上庄村                     | 上庄村                       | 上庄村                      | 昭和29年7月1日 大野市              | 大野市                                     | 大野市                            | 大野市        |
| 森政地頭村     | 森政地頭村     | 森政地頭村               | 上庄村                     | 上庄村                       | 上庄村                      | 昭和29年7月1日 大野市              | 大野市                                     | 大野市                            | 大野市        |
| 開発村         | 開発村         | 開発村                   | 上庄村                     | 上庄村                       | 上庄村                      | 昭和29年7月1日 大野市              | 大野市                                     | 大野市                            | 大野市        |
| 友兼村         | 友兼村         | 友兼村                   | 上庄村                     | 上庄村                       | 上庄村                      | 昭和29年7月1日 大野市              | 大野市                                     | 大野市                            | 大野市        |
| 東山村         | 東山村         | 東山村                   | 上庄村                     | 上庄村                       | 上庄村                      | 昭和29年7月1日 大野市              | 大野市                                     | 大野市                            | 大野市        |
| 御給村         | 御給村         | 御給村                   | 上庄村                     | 上庄村                       | 上庄村                      | 昭和29年7月1日 大野市              | 大野市                                     | 大野市                            | 大野市        |
| 佐開村         | 佐開村         | 佐開村                   | 上庄村                     | 上庄村                       | 上庄村                      | 昭和29年7月1日 大野市              | 大野市                                     | 大野市                            | 大野市        |
| 五条方村       | 五条方村       | 五条方村                 | 上庄村                     | 上庄村                       | 上庄村                      | 昭和29年7月1日 大野市              | 大野市                                     | 大野市                            | 大野市        |
| 今井村         | 今井村         | 今井村                   | 上庄村                     | 上庄村                       | 上庄村                      | 昭和29年7月1日 大野市              | 大野市                                     | 大野市                            | 大野市        |
| 平沢地頭村     | 平沢地頭村     | 平沢地頭村               | 上庄村                     | 上庄村                       | 上庄村                      | 昭和29年7月1日 大野市              | 大野市                                     | 大野市                            | 大野市        |
| 平沢領家村     | 平沢領家村     | 平沢領家村               | 上庄村                     | 上庄村                       | 上庄村                      | 昭和29年7月1日 大野市              | 大野市                                     | 大野市                            | 大野市        |
| 野中村         | 野中村         | 野中村                   | 上庄村                     | 上庄村                       | 上庄村                      | 昭和29年7月1日 大野市              | 大野市                                     | 大野市                            | 大野市        |
| 稲郷村         | 稲郷村         | 稲郷村                   | 上庄村                     | 上庄村                       | 上庄村                      | 昭和29年7月1日 大野市              | 大野市                                     | 大野市                            | 大野市        |
| 西山村         | 西山村         | 西山村                   | 上庄村                     | 上庄村                       | 上庄村                      | 昭和29年7月1日 大野市              | 大野市                                     | 大野市                            | 大野市        |
| 森山村         | 森山村         | 森山村                   | 上庄村                     | 上庄村                       | 上庄村                      | 昭和29年7月1日 大野市              | 大野市                                     | 大野市                            | 大野市        |
| 木本領家村     | 木本領家村     | 明治初年 木本村          | 上庄村                     | 上庄村                       | 上庄村                      | 昭和29年7月1日 大野市              | 大野市                                     | 大野市                            | 大野市        |
| 木本地頭村     |                | 明治初年 木本村          | 上庄村                     | 上庄村                       | 上庄村                      | 昭和29年7月1日 大野市              | 大野市                                     | 大野市                            | 大野市        |
| 宝慶寺村       | 宝慶寺村       | 宝慶寺村                 | 上庄村                     | 上庄村                       | 上庄村                      | 昭和29年7月1日 大野市              | 大野市                                     | 大野市                            | 大野市        |
| 下若生子村     | 下若生子村     | 下若生子村               | 上庄村                     | 上庄村                       | 上庄村                      | 昭和29年7月1日 大野市              | 大野市                                     | 大野市                            | 大野市        |
| 上若生子村     | 上若生子村     | 上若生子村               | 上庄村                     | 上庄村                       | 上庄村                      | 昭和29年7月1日 大野市              | 大野市                                     | 大野市                            | 大野市        |
| 上打波村       | 上打波村       | 上打波村                 | 五箇村                     | 五箇村                       | 五箇村                      | 昭和29年7月1日 大野市              | 大野市                                     | 大野市                            | 大野市        |
| 下打波村       | 下打波村       | 下打波村                 | 五箇村                     | 五箇村                       | 五箇村                      | 昭和29年7月1日 大野市              | 大野市                                     | 大野市                            | 大野市        |
| 仏原村         | 仏原村         | 仏原村                   | 五箇村                     | 五箇村                       | 五箇村                      | 昭和29年7月1日 大野市              | 大野市                                     | 大野市                            | 大野市        |
| 西勝原村       | 西勝原村       | 西勝原村                 | 五箇村                     | 五箇村                       | 五箇村                      | 昭和29年7月1日 大野市              | 大野市                                     | 大野市                            | 大野市        |
| 東勝原村       | 東勝原村       | 東勝原村                 | 五箇村                     | 五箇村                       | 五箇村                      | 昭和29年7月1日 大野市              | 大野市                                     | 大野市                            | 大野市        |
| 柿ヶ島村       | 柿ヶ島村       | 柿ヶ島村                 | 阪谷村                     | 阪谷村                       | 阪谷村                      | 昭和29年7月1日 大野市              | 大野市                                     | 大野市                            | 大野市        |
| 八町村         | 八町村         | 八町村                   | 阪谷村                     | 阪谷村                       | 阪谷村                      | 昭和29年7月1日 大野市              | 大野市                                     | 大野市                            | 大野市        |
| 伏石村         | 伏石村         | 伏石村                   | 阪谷村                     | 阪谷村                       | 阪谷村                      | 昭和29年7月1日 大野市              | 大野市                                     | 大野市                            | 大野市        |
| 森本村         | 森本村         | 森本村                   | 阪谷村                     | 阪谷村                       | 阪谷村                      | 昭和29年7月1日 大野市              | 大野市                                     | 大野市                            | 大野市        |
| 石谷村         | 石谷村         | 石谷村                   | 阪谷村                     | 阪谷村                       | 阪谷村                      | 昭和29年7月1日 大野市              | 大野市                                     | 大野市                            | 大野市        |
| 松丸村         | 松丸村         | 松丸村                   | 阪谷村                     | 阪谷村                       | 阪谷村                      | 昭和29年7月1日 大野市              | 大野市                                     | 大野市                            | 大野市        |
| 萩ヶ野村       | 萩ヶ野村       | 萩ヶ野村                 | 阪谷村                     | 阪谷村                       | 阪谷村                      | 昭和29年7月1日 大野市              | 大野市                                     | 大野市                            | 大野市        |
| 花房村         | 花房村         | 花房村                   | 阪谷村                     | 阪谷村                       | 阪谷村                      | 昭和29年7月1日 大野市              | 大野市                                     | 大野市                            | 大野市        |
| 不動堂村       | 不動堂村       | 不動堂村                 | 阪谷村                     | 阪谷村                       | 阪谷村                      | 昭和29年7月1日 大野市              | 大野市                                     | 大野市                            | 大野市        |
| 六呂師村       | 六呂師村       | 明治17年 改称 南六呂師村 | 阪谷村                     | 阪谷村                       | 阪谷村                      | 昭和29年7月1日 大野市              | 大野市                                     | 大野市                            | 大野市        |
| 橋爪村         | 橋爪村         | 橋爪村                   | 阪谷村                     | 阪谷村                       | 阪谷村                      | 昭和29年7月1日 大野市              | 大野市                                     | 大野市                            | 大野市        |
| 大月村         | 大月村         | 大月村                   | 阪谷村                     | 阪谷村                       | 阪谷村                      | 昭和29年7月1日 大野市              | 大野市                                     | 大野市                            | 大野市        |
| 御領村         | 御領村         | 御領村                   | 阪谷村                     | 阪谷村                       | 阪谷村                      | 昭和29年7月1日 大野市              | 大野市                                     | 大野市                            | 大野市        |
| 蓑道村         | 蓑道村         | 蓑道村                   | 阪谷村                     | 阪谷村                       | 阪谷村                      | 昭和29年7月1日 大野市              | 大野市                                     | 大野市                            | 大野市        |
| 落合村         | 落合村         | 落合村                   | 阪谷村                     | 阪谷村                       | 阪谷村                      | 昭和29年7月1日 大野市              | 大野市                                     | 大野市                            | 大野市        |
| 堂島村         | 堂島村         | 堂島村                   | 阪谷村                     | 阪谷村                       | 阪谷村                      | 昭和29年7月1日 大野市              | 大野市                                     | 大野市                            | 大野市        |
| 小黒見村       | 小黒見村       | 小黒見村                 | 阪谷村                     | 阪谷村                       | 阪谷村                      | 昭和29年7月1日 大野市              | 大野市                                     | 大野市                            | 大野市        |
| 金山村         | 金山村         | 金山村                   | 阪谷村                     | 阪谷村                       | 阪谷村                      | 昭和29年7月1日 大野市              | 大野市                                     | 大野市                            | 大野市        |
| 下唯野村       | 下唯野村       | 下唯野村                 | 富田村                     | 富田村                       | 富田村                      | 昭和29年7月1日 大野市              | 大野市                                     | 大野市                            | 大野市        |
| 蕨生村         | 蕨生村         | 蕨生村                   | 富田村                     | 富田村                       | 富田村                      | 昭和29年7月1日 大野市              | 大野市                                     | 大野市                            | 大野市        |
| 木落村         | 木落村         | 木落村                   | 富田村                     | 富田村                       | 富田村                      | 昭和29年7月1日 大野市              | 大野市                                     | 大野市                            | 大野市        |
| 井ノ口村       | 井ノ口村       | 井ノ口村                 | 富田村                     | 富田村                       | 富田村                      | 昭和29年7月1日 大野市              | 大野市                                     | 大野市                            | 大野市        |
| 土布子村       | 土布子村       | 土布子村                 | 富田村                     | 富田村                       | 富田村                      | 昭和29年7月1日 大野市              | 大野市                                     | 大野市                            | 大野市        |
| 新河原村       | 新河原村       | 新河原村                 | 富田村                     | 富田村                       | 富田村                      | 昭和29年7月1日 大野市              | 大野市                                     | 大野市                            | 大野市        |
| 森目村         | 森目村         | 森目村                   | 富田村                     | 富田村                       | 富田村                      | 昭和29年7月1日 大野市              | 大野市                                     | 大野市                            | 大野市        |
| 新田村         | 新田村         | 新田村                   | 富田村                     | 富田村                       | 富田村                      | 昭和29年7月1日 大野市              | 大野市                                     | 大野市                            | 大野市        |
| 富島村         | 富島村         | 富島村                   | 富田村                     | 富田村                       | 富田村                      | 昭和29年7月1日 大野市              | 大野市                                     | 大野市                            | 大野市        |
| 下麻生島村     | 下麻生島村     | 下麻生島村               | 富田村                     | 富田村                       | 富田村                      | 昭和29年7月1日 大野市              | 大野市                                     | 大野市                            | 大野市        |
| 上麻生島村     | 上麻生島村     | 上麻生島村               | 富田村                     | 富田村                       | 富田村                      | 昭和29年7月1日 大野市              | 大野市                                     | 大野市                            | 大野市        |
| 川島村         | 川島村         | 川島村                   | 富田村                     | 富田村                       | 富田村                      | 昭和29年7月1日 大野市              | 大野市                                     | 大野市                            | 大野市        |
| 田野村         | 田野村         | 田野村                   | 富田村                     | 富田村                       | 富田村                      | 昭和29年7月1日 大野市              | 大野市                                     | 大野市                            | 大野市        |
| 上野村         | 上野村         | 上野村                   | 富田村                     | 富田村                       | 富田村                      | 昭和29年7月1日 大野市              | 大野市                                     | 大野市                            | 大野市        |
| 土打村         | 土打村         | 土打村                   | 富田村                     | 富田村                       | 富田村                      | 昭和29年7月1日 大野市              | 大野市                                     | 大野市                            | 大野市        |
| 七板村         | 七板村         | 七板村                   | 富田村                     | 富田村                       | 富田村                      | 昭和29年7月1日 大野市              | 大野市                                     | 大野市                            | 大野市        |
| 菖蒲池村       | 菖蒲池村       | 菖蒲池村                 | 下庄村                     | 下庄村                       | 昭和26年11月1日 町制 下庄町 | 昭和29年7月1日 大野市              | 大野市                                     | 大野市                            | 大野市        |
| 中保村         | 中保村         | 中保村                   | 下庄村                     | 下庄村                       | 昭和26年11月1日 町制 下庄町 | 昭和29年7月1日 大野市              | 大野市                                     | 大野市                            | 大野市        |
| 堂本村         | 堂本村         | 堂本村                   | 下庄村                     | 下庄村                       | 昭和26年11月1日 町制 下庄町 | 昭和29年7月1日 大野市              | 大野市                                     | 大野市                            | 大野市        |
| 友江村         | 友江村         | 友江村                   | 下庄村                     | 下庄村                       | 昭和26年11月1日 町制 下庄町 | 昭和29年7月1日 大野市              | 大野市                                     | 大野市                            | 大野市        |
| 中挟村         | 中挟村         | 中挟村                   | 下庄村                     | 下庄村                       | 昭和26年11月1日 町制 下庄町 | 昭和29年7月1日 大野市              | 大野市                                     | 大野市                            | 大野市        |
| 中荒井村       | 中荒井村       | 中荒井村                 | 下庄村                     | 下庄村                       | 昭和26年11月1日 町制 下庄町 | 昭和29年7月1日 大野市              | 大野市                                     | 大野市                            | 大野市        |
| 中野村         | 中野村         | 中野村                   | 下庄村                     | 下庄村                       | 昭和26年11月1日 町制 下庄町 | 昭和29年7月1日 大野市              | 大野市                                     | 大野市                            | 大野市        |
| 西市村         | 西市村         | 西市村                   | 下庄村                     | 下庄村                       | 昭和26年11月1日 町制 下庄町 | 昭和29年7月1日 大野市              | 大野市                                     | 大野市                            | 大野市        |
| 庄林村         | 庄林村         | 庄林村                   | 下庄村                     | 下庄村                       | 昭和26年11月1日 町制 下庄町 | 昭和29年7月1日 大野市              | 大野市                                     | 大野市                            | 大野市        |
| 中津川村       | 中津川村       | 中津川村                 | 下庄村                     | 下庄村                       | 昭和26年11月1日 町制 下庄町 | 昭和29年7月1日 大野市              | 大野市                                     | 大野市                            | 大野市        |
| 横枕村         | 横枕村         | 横枕村                   | 下庄村                     | 下庄村                       | 昭和26年11月1日 町制 下庄町 | 昭和29年7月1日 大野市              | 大野市                                     | 大野市                            | 大野市        |
| 新在家村       | 新在家村       | 明治17年 改称 南新在家村 | 下庄村                     | 下庄村                       | 昭和26年11月1日 町制 下庄町 | 昭和29年7月1日 大野市              | 大野市                                     | 大野市                            | 大野市        |
| 東大月村       | 東大月村       | 東大月村                 | 下庄村                     | 下庄村                       | 昭和26年11月1日 町制 下庄町 | 昭和29年7月1日 大野市              | 大野市                                     | 大野市                            | 大野市        |
| 西大月村       | 西大月村       | 西大月村                 | 下庄村                     | 下庄村                       | 昭和26年11月1日 町制 下庄町 | 昭和29年7月1日 大野市              | 大野市                                     | 大野市                            | 大野市        |
| 太田村         | 太田村         | 太田村                   | 下庄村                     | 下庄村                       | 昭和26年11月1日 町制 下庄町 | 昭和29年7月1日 大野市              | 大野市                                     | 大野市                            | 大野市        |
| 小矢戸村       | 小矢戸村       | 小矢戸村                 | 下庄村                     | 下庄村                       | 昭和26年11月1日 町制 下庄町 | 昭和29年7月1日 大野市              | 大野市                                     | 大野市                            | 大野市        |
| 大矢戸村       | 大矢戸村       | 大矢戸村                 | 下庄村                     | 下庄村                       | 昭和26年11月1日 町制 下庄町 | 昭和29年7月1日 大野市              | 大野市                                     | 大野市                            | 大野市        |
| 下笹又村       | 下笹又村       | 下笹又村                 | 西谷村                     | 西谷村                       | 西谷村                      | 西谷村                             | 昭和45年7月1日 大野市に編入                | 大野市                            | 大野市        |
| 上笹又村       | 上笹又村       | 上笹又村                 | 西谷村                     | 西谷村                       | 西谷村                      | 西谷村                             | 昭和45年7月1日 大野市に編入                | 大野市                            | 大野市        |
| 中島村         | 中島村         | 中島村                   | 西谷村                     | 西谷村                       | 西谷村                      | 西谷村                             | 昭和45年7月1日 大野市に編入                | 大野市                            | 大野市        |
| 巣原村         | 巣原村         | 巣原村                   | 西谷村                     | 西谷村                       | 西谷村                      | 西谷村                             | 昭和45年7月1日 大野市に編入                | 大野市                            | 大野市        |
| 熊河村         | 熊河村         | 熊河村                   | 西谷村                     | 西谷村                       | 西谷村                      | 西谷村                             | 昭和45年7月1日 大野市に編入                | 大野市                            | 大野市        |
| 温見村         | 温見村         | 温見村                   | 西谷村                     | 西谷村                       | 西谷村                      | 西谷村                             | 昭和45年7月1日 大野市に編入                | 大野市                            | 大野市        |
| 黒当戸村       | 黒当戸村       | 黒当戸村                 | 西谷村                     | 西谷村                       | 西谷村                      | 西谷村                             | 昭和45年7月1日 大野市に編入                | 大野市                            | 大野市        |
| 本戸村         | 本戸村         | 本戸村                   | 西谷村                     | 西谷村                       | 西谷村                      | 西谷村                             | 昭和45年7月1日 大野市に編入                | 大野市                            | 大野市        |
| 小沢村         | 小沢村         | 小沢村                   | 西谷村                     | 西谷村                       | 西谷村                      | 西谷村                             | 昭和45年7月1日 大野市に編入                | 大野市                            | 大野市        |
| 下秋生村       | 下秋生村       | 下秋生村                 | 西谷村                     | 西谷村                       | 西谷村                      | 西谷村                             | 昭和45年7月1日 大野市に編入                | 大野市                            | 大野市        |
| 上秋生村       | 上秋生村       | 上秋生村                 | 西谷村                     | 西谷村                       | 西谷村                      | 西谷村                             | 昭和45年7月1日 大野市に編入                | 大野市                            | 大野市        |
| 市布村         | 市布村         | 明治17年 改称 東市布村   | 上穴馬村                   | 上穴馬村                     | 上穴馬村                    | 上穴馬村                           | 昭和31年9月30日 和泉村                     | 平成17年11月7日 大野市に編入      | 大野市        |
| 上半原村       | 上半原村       | 上半原村                 | 上穴馬村                   | 上穴馬村                     | 上穴馬村                    | 上穴馬村                           | 昭和31年9月30日 和泉村                     | 平成17年11月7日 大野市に編入      | 大野市        |
| 下半原村       | 下半原村       | 下半原村                 | 上穴馬村                   | 上穴馬村                     | 上穴馬村                    | 上穴馬村                           | 昭和31年9月30日 和泉村                     | 平成17年11月7日 大野市に編入      | 大野市        |
| 荷暮村         | 荷暮村         | 荷暮村                   | 上穴馬村                   | 上穴馬村                     | 上穴馬村                    | 上穴馬村                           | 昭和31年9月30日 和泉村                     | 平成17年11月7日 大野市に編入      | 大野市        |
| 箱ヶ瀬村       | 箱ヶ瀬村       | 箱ヶ瀬村                 | 上穴馬村                   | 上穴馬村                     | 上穴馬村                    | 上穴馬村                           | 昭和31年9月30日 和泉村                     | 平成17年11月7日 大野市に編入      | 大野市        |
| 箱ヶ瀬村       | 箱ヶ瀬村       | 明治初年 分立 面谷村     | 上穴馬村                   | 上穴馬村                     | 上穴馬村                    | 上穴馬村                           | 昭和31年9月30日 和泉村                     | 平成17年11月7日 大野市に編入      | 大野市        |
| 持穴村         | 持穴村         | 持穴村                   | 上穴馬村                   | 上穴馬村                     | 上穴馬村                    | 上穴馬村                           | 昭和31年9月30日 和泉村                     | 平成17年11月7日 大野市に編入      | 大野市        |
| 大谷村         | 大谷村         | 大谷村                   | 上穴馬村                   | 上穴馬村                     | 上穴馬村                    | 上穴馬村                           | 昭和31年9月30日 和泉村                     | 平成17年11月7日 大野市に編入      | 大野市        |
| 野尻村         | 野尻村         | 野尻村                   | 上穴馬村                   | 上穴馬村                     | 上穴馬村                    | 上穴馬村                           | 昭和31年9月30日 和泉村                     | 平成17年11月7日 大野市に編入      | 大野市        |
| 米俵村         | 米俵村         | 米俵村                   | 上穴馬村                   | 上穴馬村                     | 上穴馬村                    | 上穴馬村                           | 昭和31年9月30日 和泉村                     | 平成17年11月7日 大野市に編入      | 大野市        |
| 久沢村         | 久沢村         | 久沢村                   | 上穴馬村                   | 上穴馬村                     | 上穴馬村                    | 上穴馬村                           | 昭和31年9月30日 和泉村                     | 平成17年11月7日 大野市に編入      | 大野市        |
| 伊勢村         | 伊勢村         | 伊勢村                   | 上穴馬村                   | 上穴馬村                     | 上穴馬村                    | 上穴馬村                           | 昭和31年9月30日 和泉村                     | 平成17年11月7日 大野市に編入      | 大野市        |
| 長野村         | 長野村         | 長野村                   | 下穴馬村                   | 下穴馬村                     | 下穴馬村                    | 下穴馬村                           | 昭和31年9月30日 和泉村                     | 平成17年11月7日 大野市に編入      | 大野市        |
| 鷲村           | 鷲村           | 鷲村                     | 下穴馬村                   | 下穴馬村                     | 下穴馬村                    | 下穴馬村                           | 昭和31年9月30日 和泉村                     | 平成17年11月7日 大野市に編入      | 大野市        |
| 角野村         | 角野村         | 角野村                   | 下穴馬村                   | 下穴馬村                     | 下穴馬村                    | 下穴馬村                           | 昭和31年9月30日 和泉村                     | 平成17年11月7日 大野市に編入      | 大野市        |
| 下大納村       | 下大納村       | 下大納村                 | 下穴馬村                   | 下穴馬村                     | 下穴馬村                    | 下穴馬村                           | 昭和31年9月30日 和泉村                     | 平成17年11月7日 大野市に編入      | 大野市        |
| 上大納村       | 上大納村       | 上大納村                 | 下穴馬村                   | 下穴馬村                     | 下穴馬村                    | 下穴馬村                           | 昭和31年9月30日 和泉村                     | 平成17年11月7日 大野市に編入      | 大野市        |
| 下山村         | 下山村         | 下山村                   | 下穴馬村                   | 下穴馬村                     | 下穴馬村                    | 下穴馬村                           | 昭和31年9月30日 和泉村                     | 平成17年11月7日 大野市に編入      | 大野市        |
| 板倉村         | 板倉村         | 板倉村                   | 下穴馬村                   | 下穴馬村                     | 下穴馬村                    | 下穴馬村                           | 昭和31年9月30日 和泉村                     | 平成17年11月7日 大野市に編入      | 大野市        |
| 朝日村         | 朝日村         | 朝日村                   | 下穴馬村                   | 下穴馬村                     | 下穴馬村                    | 下穴馬村                           | 昭和31年9月30日 和泉村                     | 平成17年11月7日 大野市に編入      | 大野市        |
| 貝皿村         | 貝皿村         | 貝皿村                   | 下穴馬村                   | 下穴馬村                     | 下穴馬村                    | 下穴馬村                           | 昭和31年9月30日 和泉村                     | 平成17年11月7日 大野市に編入      | 大野市        |
| 川合村         | 川合村         | 川合村                   | 下穴馬村                   | 下穴馬村                     | 下穴馬村                    | 下穴馬村                           | 昭和31年9月30日 和泉村                     | 平成17年11月7日 大野市に編入      | 大野市        |
| 伊月村         | 伊月村         | 伊月村                   | 下穴馬村                   | 下穴馬村                     | 下穴馬村                    | 下穴馬村                           | 昭和31年9月30日 和泉村                     | 平成17年11月7日 大野市に編入      | 大野市        |
| 後野村         | 後野村         | 後野村                   | 下穴馬村                   | 下穴馬村                     | 下穴馬村                    | 下穴馬村                           | 昭和31年9月30日 和泉村                     | 平成17年11月7日 大野市に編入      | 大野市        |
| 角野前坂村     | 角野前坂村     | 角野前坂村               | 下穴馬村                   | 下穴馬村                     | 下穴馬村                    | 下穴馬村                           | 昭和31年9月30日 和泉村                     | 平成17年11月7日 大野市に編入      | 大野市        |
| 朝日前坂村     | 朝日前坂村     | 朝日前坂村               | 下穴馬村                   | 下穴馬村                     | 下穴馬村                    | 下穴馬村                           | 昭和31年9月30日 和泉村                     | 平成17年11月7日 大野市に編入      | 大野市        |
| 石徹白村       | 一部           | 石徹白村                 | 下穴馬村                   | 明治29年4月1日 分立 石徹白村 | 石徹白村                    | 石徹白村                           | 昭和33年10月14日 和泉村に編入              | 平成17年11月7日 大野市に編入      | 大野市        |
| 石徹白村       | 一部を除く     | 石徹白村                 | 下穴馬村                   | 明治29年4月1日 分立 石徹白村 | 石徹白村                    | 石徹白村                           | 昭和33年10月15日 岐阜県郡上郡 白鳥町に編入 | 平成17年3月1日 岐阜県郡上市の一部 | 岐阜県 郡上市 |
| 皿谷村         | 皿谷村         | 皿谷村                   | 芦見村                     | 芦見村                       | 芦見村                      | 昭和30年2月11日 足羽郡美山村の一部 | 昭和39年8月1日 町制 足羽郡美山町           | 平成18年2月1日 福井市に編入       | 福井市        |
| 所谷村         | 所谷村         | 所谷村                   | 芦見村                     | 芦見村                       | 芦見村                      | 昭和30年2月11日 足羽郡美山村の一部 | 昭和39年8月1日 町制 足羽郡美山町           | 平成18年2月1日 福井市に編入       | 福井市        |
| 中村           | 中村           | 明治17年 改称 西中村     | 芦見村                     | 芦見村                       | 芦見村                      | 昭和30年2月11日 足羽郡美山村の一部 | 昭和39年8月1日 町制 足羽郡美山町           | 平成18年2月1日 福井市に編入       | 福井市        |
| 大谷村         | 大谷村         | 明治10年代 大籠村        | 芦見村                     | 芦見村                       | 芦見村                      | 昭和30年2月11日 足羽郡美山村の一部 | 昭和39年8月1日 町制 足羽郡美山町           | 平成18年2月1日 福井市に編入       | 福井市        |
| 籠谷村         |                | 明治10年代 大籠村        | 芦見村                     | 芦見村                       | 芦見村                      | 昭和30年2月11日 足羽郡美山村の一部 | 昭和39年8月1日 町制 足羽郡美山町           | 平成18年2月1日 福井市に編入       | 福井市        |
| 木吉村         | 木吉村         | 明治7年頃 吉山村         | 芦見村                     | 芦見村                       | 芦見村                      | 昭和30年2月11日 足羽郡美山村の一部 | 昭和39年8月1日 町制 足羽郡美山町           | 平成18年2月1日 福井市に編入       | 福井市        |
| 山中村         |                | 明治7年頃 吉山村         | 芦見村                     | 芦見村                       | 芦見村                      | 昭和30年2月11日 足羽郡美山村の一部 | 昭和39年8月1日 町制 足羽郡美山町           | 平成18年2月1日 福井市に編入       | 福井市        |
| 西俣村         | 西俣村         | 明治17年 改称 南西俣村   | 羽生村                     | 羽生村                       | 羽生村                      | 昭和30年2月11日 足羽郡美山村の一部 | 昭和39年8月1日 町制 足羽郡美山町           | 平成18年2月1日 福井市に編入       | 福井市        |
| 東俣村         | 東俣村         | 東俣村                   | 羽生村                     | 羽生村                       | 羽生村                      | 昭和30年2月11日 足羽郡美山村の一部 | 昭和39年8月1日 町制 足羽郡美山町           | 平成18年2月1日 福井市に編入       | 福井市        |
| 宮地村         | 宮地村         | 明治17年 改称 南宮地村   | 羽生村                     | 羽生村                       | 羽生村                      | 昭和30年2月11日 足羽郡美山村の一部 | 昭和39年8月1日 町制 足羽郡美山町           | 平成18年2月1日 福井市に編入       | 福井市        |
| 川上村         | 川上村         | 川上村                   | 羽生村                     | 羽生村                       | 羽生村                      | 昭和30年2月11日 足羽郡美山村の一部 | 昭和39年8月1日 町制 足羽郡美山町           | 平成18年2月1日 福井市に編入       | 福井市        |
| 計石村         | 計石村         | 計石村                   | 羽生村                     | 羽生村                       | 羽生村                      | 昭和30年2月11日 足羽郡美山村の一部 | 昭和39年8月1日 町制 足羽郡美山町           | 平成18年2月1日 福井市に編入       | 福井市        |
| 野波村         | 野波村         | 野波村                   | 羽生村                     | 羽生村                       | 羽生村                      | 昭和30年2月11日 足羽郡美山村の一部 | 昭和39年8月1日 町制 足羽郡美山町           | 平成18年2月1日 福井市に編入       | 福井市        |
| 大宮村         | 大宮村         | 大宮村                   | 羽生村                     | 羽生村                       | 羽生村                      | 昭和30年2月11日 足羽郡美山村の一部 | 昭和39年8月1日 町制 足羽郡美山町           | 平成18年2月1日 福井市に編入       | 福井市        |
| 縫原村         | 縫原村         | 縫原村                   | 羽生村                     | 羽生村                       | 羽生村                      | 昭和30年2月11日 足羽郡美山村の一部 | 昭和39年8月1日 町制 足羽郡美山町           | 平成18年2月1日 福井市に編入       | 福井市        |
| 仁位村         | 仁位村         | 仁位村                   | 羽生村                     | 羽生村                       | 羽生村                      | 昭和30年2月11日 足羽郡美山村の一部 | 昭和39年8月1日 町制 足羽郡美山町           | 平成18年2月1日 福井市に編入       | 福井市        |
| 絵戸村         | 絵戸村         | 明治10年代 薬師村        | 羽生村                     | 羽生村                       | 羽生村                      | 昭和30年2月11日 足羽郡美山村の一部 | 昭和39年8月1日 町制 足羽郡美山町           | 平成18年2月1日 福井市に編入       | 福井市        |
| 百戸村         |                | 明治10年代 薬師村        | 羽生村                     | 羽生村                       | 羽生村                      | 昭和30年2月11日 足羽郡美山村の一部 | 昭和39年8月1日 町制 足羽郡美山町           | 平成18年2月1日 福井市に編入       | 福井市        |
| 間戸村         | 間戸村         | 間戸村                   | 羽生村                     | 羽生村                       | 羽生村                      | 昭和30年2月11日 足羽郡美山村の一部 | 昭和39年8月1日 町制 足羽郡美山町           | 平成18年2月1日 福井市に編入       | 福井市        |
| 河内村         | 河内村         | 河内村                   | 上味見村                   | 上味見村                     | 上味見村                    | 昭和30年2月11日 足羽郡美山村の一部 | 昭和39年8月1日 町制 足羽郡美山町           | 平成18年2月1日 福井市に編入       | 福井市        |
| 神当部村       | 神当部村       | 神当部村                 | 上味見村                   | 上味見村                     | 上味見村                    | 昭和30年2月11日 足羽郡美山村の一部 | 昭和39年8月1日 町制 足羽郡美山町           | 平成18年2月1日 福井市に編入       | 福井市        |
| 野津又村       | 野津又村       | 明治17年 改称 南野津又村 | 上味見村                   | 上味見村                     | 上味見村                    | 昭和30年2月11日 足羽郡美山村の一部 | 昭和39年8月1日 町制 足羽郡美山町           | 平成18年2月1日 福井市に編入       | 福井市        |
| 中ノ手村       | 中ノ手村       | 中ノ手村                 | 上味見村                   | 上味見村                     | 上味見村                    | 昭和30年2月11日 足羽郡美山村の一部 | 昭和39年8月1日 町制 足羽郡美山町           | 平成18年2月1日 福井市に編入       | 福井市        |
| 小当見村       | 小当見村       | 小当見村                 | 上味見村                   | 上味見村                     | 上味見村                    | 昭和30年2月11日 足羽郡美山村の一部 | 昭和39年8月1日 町制 足羽郡美山町           | 平成18年2月1日 福井市に編入       | 福井市        |
| 市布村         | 市布村         | 明治17年 改称 西市布村   | 上味見村                   | 上味見村                     | 上味見村                    | 昭和30年2月11日 足羽郡美山村の一部 | 昭和39年8月1日 町制 足羽郡美山町           | 平成18年2月1日 福井市に編入       | 福井市        |
| 東河原村       | 東河原村       | 東河原村                 | 下味見村                   | 下味見村                     | 下味見村                    | 昭和30年2月11日 足羽郡美山村の一部 | 昭和39年8月1日 町制 足羽郡美山町           | 平成18年2月1日 福井市に編入       | 福井市        |
| 西河原村       | 西河原村       | 西河原村                 | 下味見村                   | 下味見村                     | 下味見村                    | 昭和30年2月11日 足羽郡美山村の一部 | 昭和39年8月1日 町制 足羽郡美山町           | 平成18年2月1日 福井市に編入       | 福井市        |
| 横越村         | 横越村         | 横越村                   | 下味見村                   | 下味見村                     | 下味見村                    | 昭和30年2月11日 足羽郡美山村の一部 | 昭和39年8月1日 町制 足羽郡美山町           | 平成18年2月1日 福井市に編入       | 福井市        |
| 折立村         | 折立村         | 折立村                   | 下味見村                   | 下味見村                     | 下味見村                    | 昭和30年2月11日 足羽郡美山村の一部 | 昭和39年8月1日 町制 足羽郡美山町           | 平成18年2月1日 福井市に編入       | 福井市        |
| 折立村         | 折立村         | 明治13年 分立 赤谷村     | 下味見村                   | 下味見村                     | 下味見村                    | 昭和30年2月11日 足羽郡美山村の一部 | 昭和39年8月1日 町制 足羽郡美山町           | 平成18年2月1日 福井市に編入       | 福井市        |

## 行政
石川県大野郡長
| 代 | 氏名     | 就任年月日                 | 退任年月日               | 備考         |
| -- | -------- | -------------------------- | ------------------------ | ------------ |
| 1  | 淺山生直 | 明治11年（1878年）12月17日 | 明治14年（1881年）2月6日 |              |
|    |          |                            | 明治14年（1881年）2月6日 | 福井県に移管 |

福井県大野郡長
| 代 | 氏名     | 就任年月日               | 退任年月日                | 備考                   |
| -- | -------- | ------------------------ | ------------------------- | ---------------------- |
| 1  | 淺山生直 | 明治14年（1881年）2月7日 | 明治19年（1887年）4月     |                        |
|    |          |                          | 大正15年（1926年）6月30日 | 郡役所廃止により、廃官 |